# Mitú
Mitú a kolumbiai Vaupés megye székhelye.

## Földrajz
Mitú Kolumbia délkeleti, Vaupés megye északkeleti részén található a brazil határ közelében, Bogotától légvonalban 660 km távolságra, körülbelül 200 méteres tengerszint feletti magasságban. A város nagyobbik része a Vaupés folyó jobb (keleti) partján épült fel, de a másik parton (ahova híd nem vezet) szintén vannak házak. Míg a városhoz tartozó közigazgatási egység, a nagyrészt trópusi őserdővel borított Mitú község területe 16 422 km², addig a beépített területé mindössze 5. Az éves átlaghőmérséklet 27 °C. A város repülőtere a Fabio Alberto León Bentley repülőtér, amelynek nagyjából észak–déli irányban húzódó kifutópályája szinte kettévágja a várost.

## Története
A környékre, főleg a Río Negro és az Apaporis felső folyásának vidékére a 19. század végén és a 20. század elején a kolumbiai és a brazil kaucsukkitermelők versengése volt jellemző. 1903 táján a Vaupés alsó és felső folyásának, a Papurínak és a Tiquiének a térségében (ahol jellemző volt a rabszolgákra való vadászat és a főleg a tukánó és a karihóna törzsekhez tartozó indiánok eladósítása) intenzív kolumbiai kaucsuktermelő-aktivitást jegyeztek fel. Mitút 1935-ben vagy 1936-ban alapította meg Miguel Cuervo Araoz. Ettől kezdve a település a különböző indiánok találkozóhelyévé, a kaucsuk- és a bőrtermelés helyi jelentőségű központjává és misszionáriusok telephelyévé vált, a megtermelt kaucsukot élelmiszerre, ruhára és üzemanyagra cserélték. A lassan növekvő város 1963-ban lett az 1991-ben megye rangra emelt Vaupés székhelye. A Mitú nevű községet, mint közigazgatási egységet, 1974-ben hozták létre, ennek első községi elnöke Jorge Enrique Jiménez volt 1975-től.

## Gazdaság
A város környékén jelentős a mezőgazdasági termelés. Ennek gyakori formája az úgynevezett chagra, amely egy 1–2 hektáros terület, amelyet a második–harmadik év táján, amikor a talaj termékenysége már lecsökken, elhagynak, és például gyümölcsfákkal ültetnek be. A vidék legfontosabb terményei a manióka, a kukorica, a banán, a cukornád, az édesburgonya, a jamgyökér, a kakaó, a papaja, a naranjilla, a borojó, az Eugenia stipitata gyümölcse, a görögdinnye, a szapote, valamint különböző, ritkább gyümölcsök (helyi nevükön: umarí, ucuqui, caimo, marañón, copoazú, uva caimarona, ibapichuna) és pálmák (wasahi, pataba, pupuña, miriti, inaya, carombolo). Az állattenyésztés a 20. század második felében jelent meg a környéken, egyelőre extenzív, fejletlen. A turizmus sem fejlett, bár a természeti környezet sok látnivalóval szolgálna, de nincs kiépített infrastruktúra, sok a szemét és az ivóvíz minősége sem megfelelő.